# Stanojka
Stanojka je žensko osebno ime.

## Izvor imena
Ime Stanojka je različica ženskega osebnega imena Stanislava.

## Pogostost imena
Po podatkih Statističnega urada Republike Slovenije je bilo na dan 31. decembra 2007 v Sloveniji število ženskih oseb z imenom Stanojka: 39.